# Mu Chŏng
Mu Chŏng (hangeul : 무정 ; hanja : 武亭), né le 16 mai 1904 et mort le 10 juillet 1951, est un homme politique et général Nord-Coréen. Il est un membre important du Groupe de Yenan qui tente de s'opposer à la prise de pouvoir de Kim Il-sung en Corée du Nord.